# Halte Eerste Exloërmond
Halte Eerste Exloërmond (telegrafische code: elm) is een voormalige stopplaats aan de spoorlijn Stadskanaal - Ter Apel Rijksgrens, destijds aangelegd en geëxploiteerd door de Groningsch-Drentsche Spoorwegmaatschappij Stadskanaal-Ter Apel-Rijksgrens (STAR). De stopplaats lag ten noorden van 1e Exloërmond, ten zuiden van Ceresdorp en ten noorden van Musselkanaal in de provincie Groningen. Aan de spoorlijn werd de stopplaats voorafgegaan door station Nieuw Buinen en gevolgd door station Musselkanaal-Valthermond. Halte Eerste Exloërmond werd geopend op 2 mei 1924 en gesloten op 15 mei 1935. Bij de stopplaats was een stationsgebouw aanwezig. Bij de renovatie van het spoor is ter hoogte van de halte een passeerspoor aangelegd.